# Ruta Provincial 31 (Buenos Aires)
La Ruta Provincial 31 es una carretera parcialmente pavimentada interurbana de 212 km de extensión ubicada en el norte de la provincia de Buenos Aires, en Argentina.

## Características y recorrido
Esta carretera une las cabeceras de varios partidos del norte de la provincia de Buenos Aires, Argentina. Entre Zárate y Carmen de Areco el camino es de tierra, atravesando el río Areco por el puente Castex, construido en 1938. El resto está pavimentado.

## Localidades
A continuación se enumeran las localidades servidas por esta ruta.
- Partido de Zárate: Zárate, Escalada
- Partido de Exaltación de la Cruz: Gobernador Andonaegui.
- Partido de San Antonio de Areco: zona rural de Villa Lía y San Antonio de Areco.
- Partido de Carmen de Areco: Carmen de Areco.
- Partido de Salto: Gahan y Salto.
- Partido de Rojas: Guido Spano, Rojas y Carabelas.
- Partido de Colón: El Arbolito.